# Vườn quốc gia Yosemite
Vườn quốc gia Yosemite (/joʊˈsɛmɪtɪ/, yoh-SEM-i-tee) là một vườn quốc gia nằm ở phía Tây của Dãy núi Sierra Nevada, California, Hoa Kỳ. Vườn quốc gia này được quản lý bởi Cục Công viên Quốc gia Hoa Kỳ, có diện tích 747.956 mẫu Anh (1.168,681 dặm vuông Anh; 302.687 ha; 3.026,87 km2). Vườn quốc gia này được UNESCO công nhận là Di sản thế giới từ năm 1984. Vẻ đẹp và sự độc đáo của Yosemite đã được quốc tế công nhận với những vách đá granit, thác nước, những dòng suối trong vắt, những cây Cự sam khổng lồ, hồ, núi, đồng cỏ, sông băng và có sự đa dạng sinh học cao. Khoảng 95% diện tích vườn quốc gia nằm trong khu vực hoang dã của quốc gia.
Trung bình có khoảng 4 triệu lượt khách ghé thăm vườn quốc gia Yosemite mỗi năm, và đa số dành rất nhiều thời gian tham quan khu vực Thung lũng Yosemite rộng 5,9 dặm vuông (15 km²). Kỷ lục nhất là vào năm 2016, khi lần đầu tiên trong lịch sử đã có trên 5 triệu lượt khách ghé thăm Yosemite. Yosemite cũng là trung tâm của phát triển ý tưởng các vườn quốc gia. Ban đầu, Galen Clark và một số người đã tổ chức vận động hành lang để bảo tồn Thung lũng Yosemite trước sự phát triển nhanh chóng của xã hội, và kết quả là đã thành công khi Tổng thống Abraham Lincoln ký dự luật Yosemite Grant năm 1864. Sau đó, John Muir dẫn đầu một phong trào và đã thành công trong việc thành lập một khu vực vườn quốc gia rộng lớn hơn, không chỉ có thung lũng mà có cả các ngọn núi và rừng xung quanh — mở đường cho việc thiết lập hệ thống Vườn quốc gia Hoa Kỳ sau đó.
Yosemite là một trong những khu sinh cảnh có diện tích lớn và ít bị chia cắt nhất của dãy Sierra Nevada, và đây là nơi hỗ trợ cho sự đa dạng sinh học của rất nhiều loài động thực vật. Vườn quốc gia có độ cao từ 2.127 đến 13.114 foot (648 đến 3.997 m) và có 5 vùng thực vật chính: rừng sồi và cây bụi, rừng núi thấp, rừng núi cao, rừng sương mù cận nhiệt đới và cao nhất là khu vực lãnh nguyên. Trong số 7.000 loài thực vật của California, khoảng 50% được tìm thấy tại khu vực núi Sierra Nevada và hơn 20% trong số đó có mặt tại Yosemite. Ngoài ra ở đây còn có môi trường sống phù hợp cho hơn 160 loài thực vật quý hiếm, cùng các kiến tạo địa chất hiếm có và các loại đất độc đáo hỗ trợ tốt cho sự sinh trưởng của những loài này.
Địa chất khu vực Yosemite đặc trưng bởi đá granit và một số tàn dư của đá cổ. Khoảng 10 triệu năm trước, dãy núi Sierra Nevada đã được nâng lên và sau đó bị nghiêng tạo thành các sườn thoải ở phía tây và dốc hơn ở phía đông. Quá trình nâng lên làm tăng độ dốc của dòng suối và lòng sông, dẫn đến sự hình thành các hẻm núi sâu và hẹp. Khoảng một triệu năm trước, tuyết và băng tích tụ, tạo thành các sông băng ở những đồng cỏ núi cao, và dịch chuyển xuống các thung lũng sông. Độ dày của băng trong Thung lũng Yosemite có thể đạt tới 4.000 foot (1.200 m) trong giai đoạn băng hà sớm. Quá trình đó đã cắt và khắc vào đá tạo thành các thung lũng hình chữ U như ngày nay thu hút rất nhiều du khách đến chiêm ngưỡng khung cảnh tuyệt đẹp của nó.
Cái tên "Yosemite" (có nghĩa là "kẻ giết người" trong tiếng Miwok) như hiện tại được gọi theo tên của bộ tộc nổi loạn bị đẩy đi khỏi vùng này (và có thể đã bị tiêu diệt) bởi Tiểu đoàn Mariposa. Trước đó, khu vực có tên là "Ahwahnee" ("cái miệng lớn") theo cách gọi của người bản địa.

## Lịch sử

### Ahwahneechee và cuộc chiến Mariposa
Thung lũng Yosemite là nơi sinh sống có lịch sử gần 3.000 năm, mặc dù con người có thể lần đã đến thăm khu vực này khoảng 8.000 đến 10.000 năm trước. Những người thổ dân bản địa tự gọi mình là Ahwahnechee, có nghĩa là "những cư dân ở Ahwahnee" (những cư dân của Thung lũng Yosemite). Họ có liên quan đến các bộ lạc Northern Paiute và Mono. Nhiều bộ tộc đã đến khu vực này để buôn bán, và trong đó có cả nhóm người Miwok tại các dãy núi gần đó, sống dọc theo các cửa sông Tuolumne và Stanislaus. Một tuyến đường thương mại lớn đi qua đèo Mono và băng qua hẻm núi Bloody đến hồ Mono, hướng về phía đông của khu vực Yosemite. Thực vật và các loài thú trong khu vực ngày nay là thức ăn chủ yếu cho chế độ ăn uống của những người bản địa, cũng như các loại hạt và động thực vật khác, bao gồm cả cá hồi và hươu.
Cơn sốt vàng California vào giữa thế kỷ 19 tăng đáng kể nhu cầu đi lại từ châu Âu-Mỹ, gây ra sự cạnh tranh các nguồn lực giữa các khu vực và giữa những người Paiute, Miwok và những người thợ mỏ. Năm 1851, khu vực Yosemite là một phần trong cuộc chiến tranh Mariposa nhằm ngăn chặn sự kháng cự của người Mỹ bản địa, Thiếu tá quân đội Hoa Kỳ Jim Savage đã dẫn đầu Tiểu đoàn Mariposa tiến vào cuối phía tây của Thung lũng Yosemite. Ông truy đuổi lực lượng khoảng 200 người Ahwahneechee được lãnh đạo bởi tộc trưởng Tenaya.
Báo cáo từ tiểu đoàn này là những tài liệu đầu tiên được ghi chép đầy đủ về những người châu Âu đến Thung lũng Yosemite. Sau đơn vị của Savage là tiến sĩ Lafayette Bunnell là bác sĩ, người sau này đã viết về những ấn tượng của ông về thung lũng trong The Discovery of the Yosemite (Khám phá Yosemite). Bunnell được cho là người đã đặt tên cho Thung lũng Yosemite, dựa trên các cuộc vấn đáp của ông với tộc trưởng Tenaya. Bunnell viết rằng, tộc trưởng Tenaya là người sáng lập ra thuộc địa Ah-wah-nee. Những người Miwok, bộ tộc láng giềng và hầu hết những người định cư da trắng bị Ahwahneechee coi là những kẻ bạo lực vì tranh chấp lãnh thổ thường xuyên với họ. Thuật ngữ Miwok cho ban nhạc Pai-Ute là yohhe'meti, có nghĩa là "họ là những kẻ giết người". Tộc trưởng Tenaya và những người Ahwahneechee của ông cuối cùng đã bị bắt và làng của họ bị đốt cháy; sau đó họ được thả và đưa tới Khu dành riêng cho người bản địa Mỹ gần Fresno, California. Người đứng đầu và một số người khác sau đó được phép trở về Thung lũng Yosemite. Vào mùa xuân năm 1852, họ tấn công một nhóm tám thợ đào vàng, và sau đó di chuyển về phía đông để trốn chạy việc thực thi pháp luật. Gần hồ Mono, họ đã lánh nạn với bộ lạc Mono gần đó của Paiute. Họ sau đó đánh cắp ngựa của chủ nhà và di chuyển tiếp, nhưng những người Mono bám theo và giết chết nhiều người trong số các Ahwahneechee, bao gồm cả tộc trưởng Tenaya. Mono Paiute bắt những người sống sót trở lại hồ Mono và cho họ vào bộ tộc Mono Paiute.
Sau những cuộc chiến tranh này, một số người Mỹ bản địa tiếp tục sống trong ranh giới của Yosemite. Một số người Indian bản địa ủng hộ ngành du lịch đang phát triển bằng cách làm việc như những người lao động hoặc người giúp việc. Sau đó, người Indian đã trở thành một phần của ngành du lịch với các hoạt động bán đồ thủ công mỹ nghệ hoặc biểu diễn văn hóa cho khách du lịch. Một "Làng Indian Ahwahnee" được xây dựng lại ở phía sau Bảo tàng Yosemite, nằm cạnh Trung tâm du khách Thung lũng Yosemite.

### Du khách đầu tiên

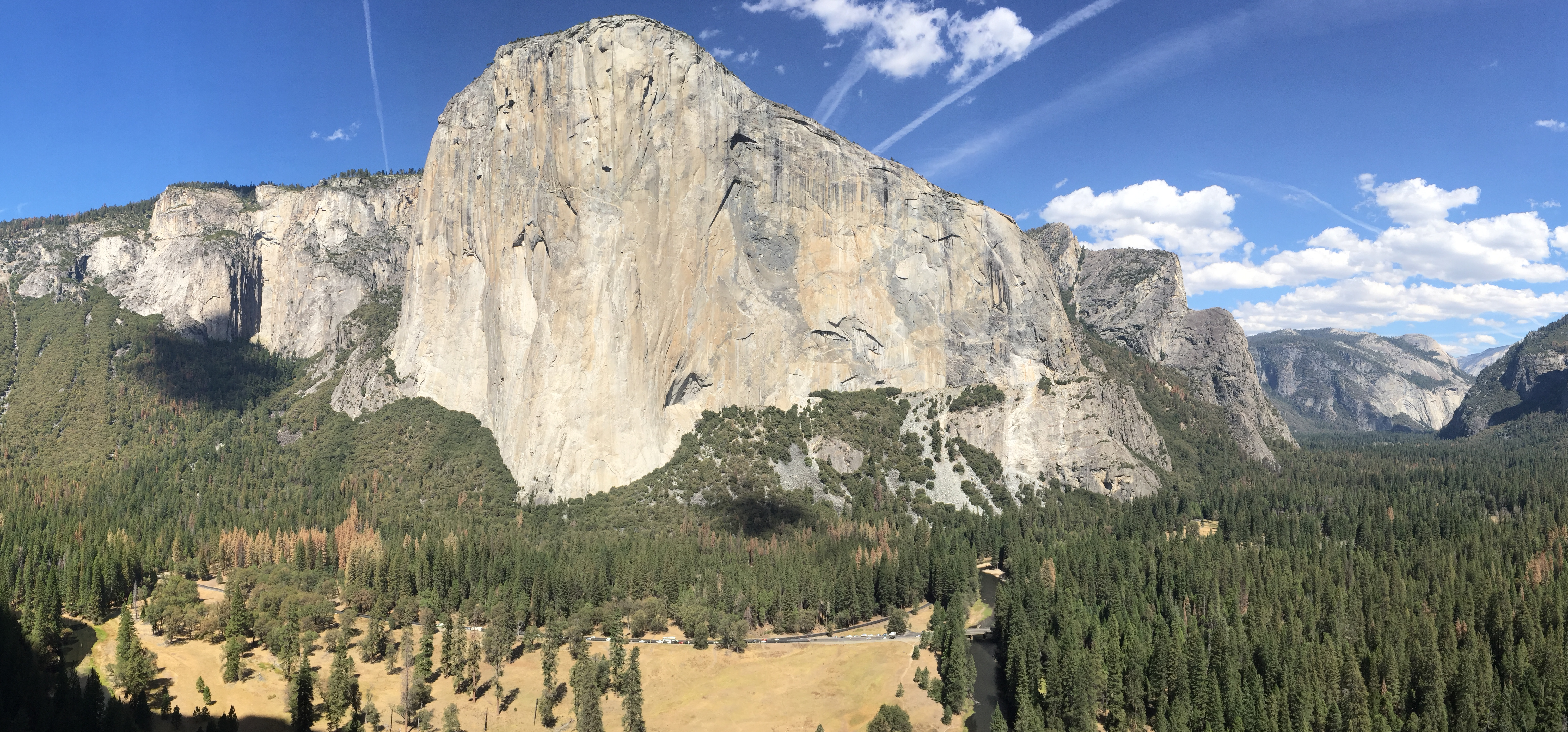
Núi El Capitan

### Yosemite Grant

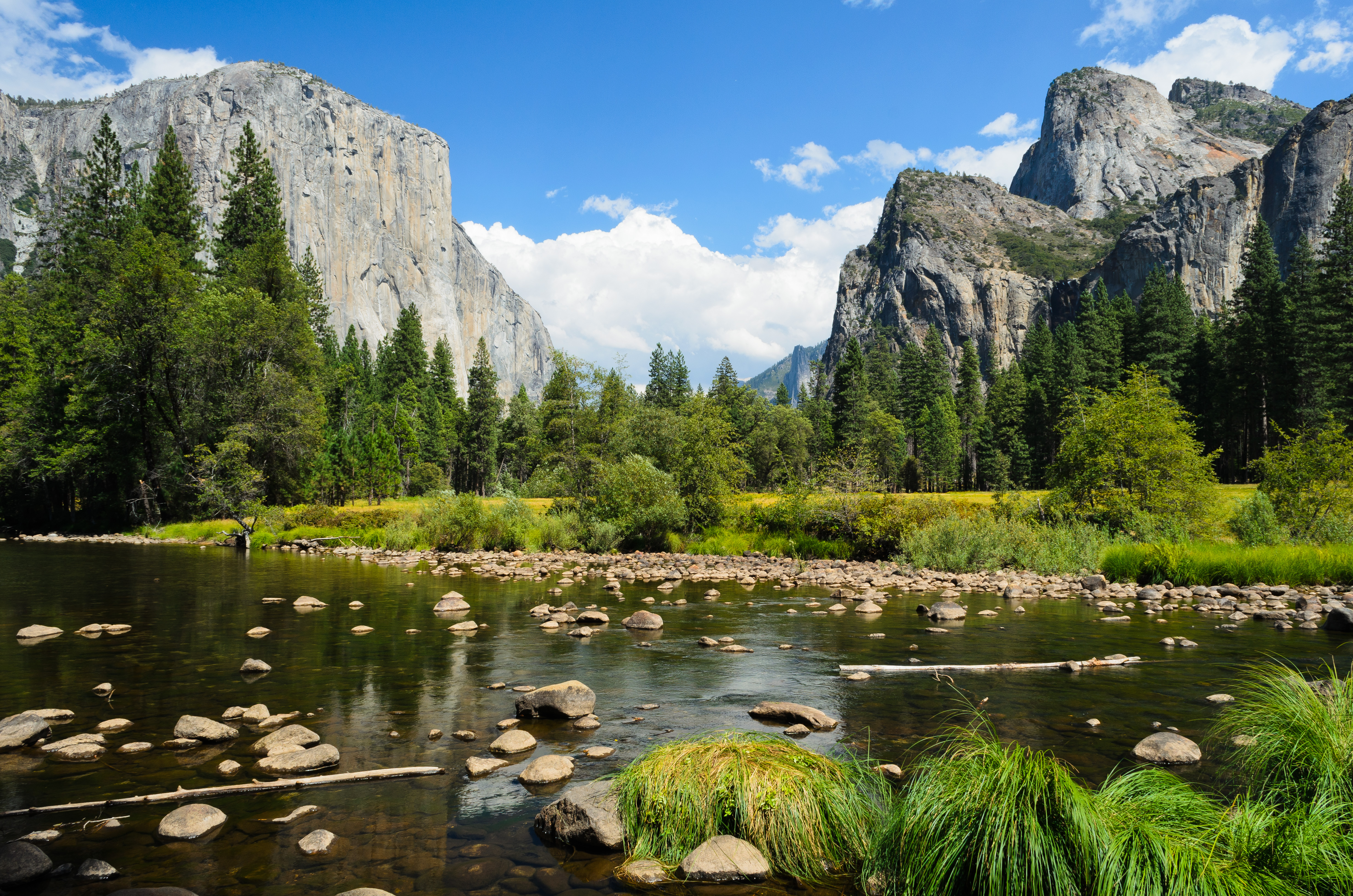
Sông Merced

## Địa hình-địa chất

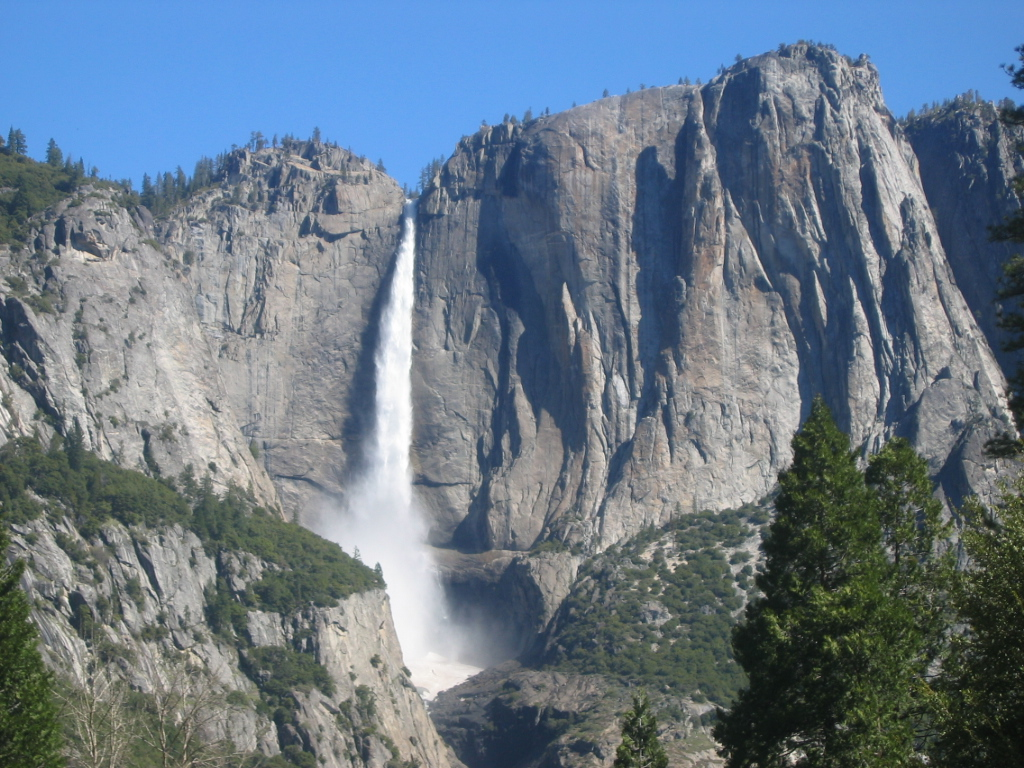
Thác nước Yosemite vào mùa xuân

Địa chất của vùng Yosemite phần nhiều là đá granit và đá cổ còn sót lại. Vào khoảng 10 triệu năm trước đây, dãy Sierra Nevada bị nâng lên và nghiêng một bên để tạo thành sườn dốc phía tây thoai thoải và có độ dốc lớn hơn ở phía đông. Quá trình nâng lên làm các lòng sông dốc hơn và hình thành lên các hẻm núi sâu và hẹp. Vào khoảng một triệu năm trước đây, tuyết và băng tích tụ, tạo ra những sông băng trên đồng cỏ núi cao mà dịch chuyển dần xuống thung lũng. Băng ở thung lũng Yosemite có thể dày tới lên tới 1.200 m (4.000 ft) vào đầu thời kỳ băng hà. Khi sông băng chảy xuống, nó cắt và khắc vào đá tạo thành các thung lũng hình U.

## Đa dạng sinh thái
Yosemite là một trong những nơi có hệ sinh thái lớn nhất và liên tục ở Sierra Nevada, và nó hỗ trợ nhiều loại thực vật và động vật. Địa hình dao động từ 600 đến 4.000 mét (2.000 đến 13.114 ft) so với mực nước biển, bao gồm 5 khu vực sinh thái chính: rừng sồi và cây bụi, rừng núi thấp, rừng núi cao, rừng sương mù và trên cùng là lãnh nguyên núi cao. Vào khoảng 50% của 7.000 loài thực vật California thì 50% có mặt tại Sierra Nevada và hơn 20% trong số đó được tìm thấy tại Yosemite. 

## Hoạt động
Thung lũng Yosemite mở cửa quanh năm với nhiều hoạt động có sẵn được quản lý bởi Cục Công viên Quốc gia Hoa Kỳ. Đơn vị bảo tồn Yosemite cùng với Aramark tại Yosemite tổ chức các hoạt động bao gồm đi bộ, chụp ảnh và nghệ thuật biểu diễn, ngắm sao, cho thuê xe đạp, đi bè, cưỡi ngựa và các lớp học leo núi. Nhiều người thích đi bộ với quãng đường ngắn hoặc đường dài đến các thác nước ở Thung lũng Yosemite, hoặc đi bộ giữa các dãy núi khổng lồ ở Mariposa, Tuolumne hoặc Merced Groves. Những người khác thích lái xe hoặc đi xe buýt du lịch đến Glacier Point vào mùa hè để ngắm nhìn Thung lũng Yosemite và vùng núi cao, hoặc lái xe dọc theo cung đường Tioga tuyệt đẹp đến Tuolumne Meadows (từ tháng 5 đến 10) và đi dạo hoặc đi bộ đường dài.
Hầu hết du khách chỉ ở lại vườn quốc gia trong ngày và chỉ ghé thăm những địa điểm trong Thung lũng Yosemite, nơi có thể dễ dàng tiếp cận bằng ô tô. Chi phí sử dụng ô tô để vào vườn quốc gia dao động từ 25-30 đôla Mỹ mỗi ngày, tùy theo mùa. Ùn tắc giao thông trong thung lũng là một vấn đề nghiêm trọng trong mùa cao điểm, là vào mùa hè. Một hệ thống xe buýt đưa đón miễn phí hoạt động quanh năm trong thung lũng, và nhân viên kiểm lâm thung lũng khuyến khích mọi người sử dụng hệ thống này vì bãi đậu xe trong thung lũng trong mùa hè thường gần như không thể còn chỗ.

## Hình ảnh

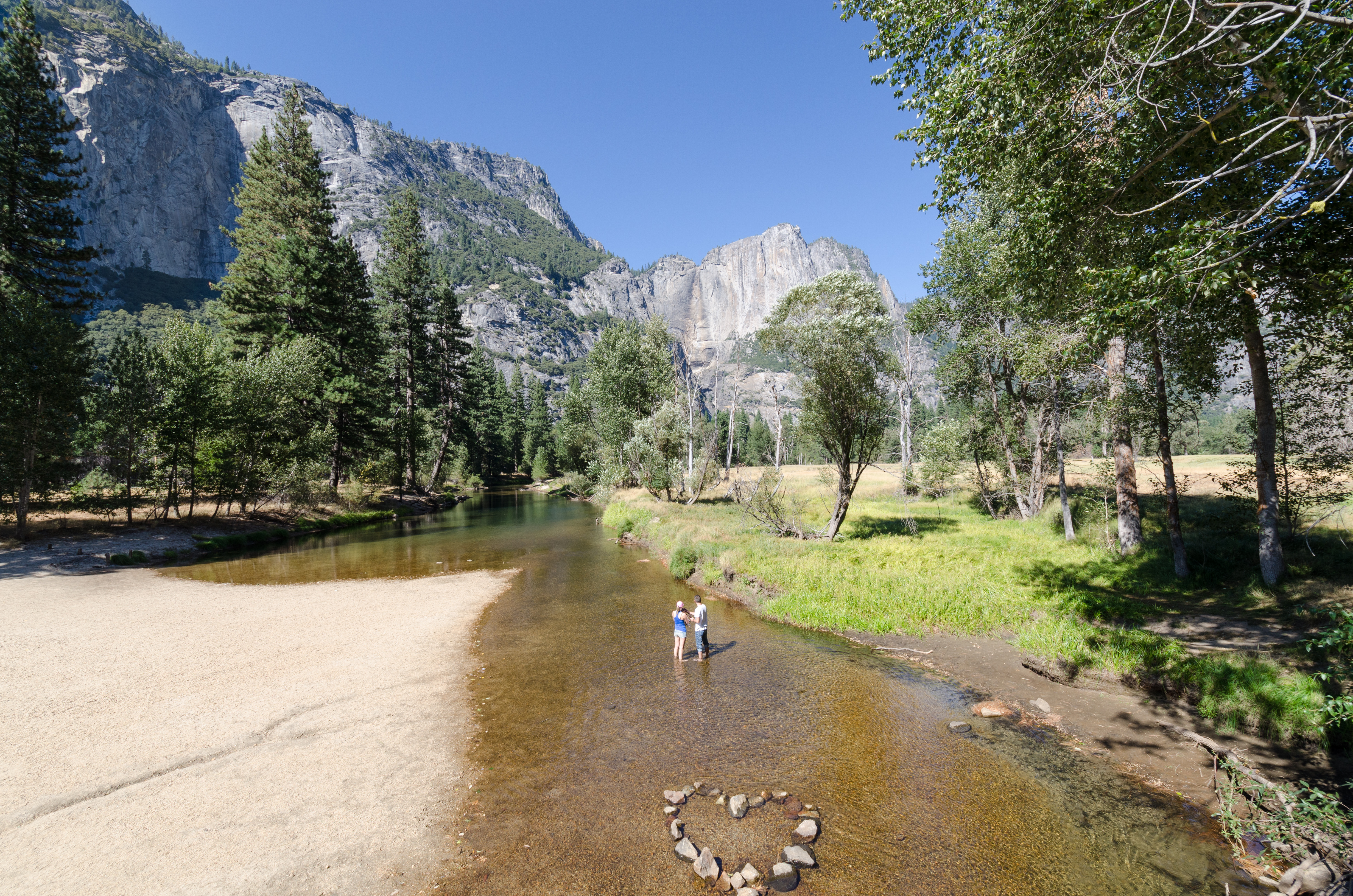
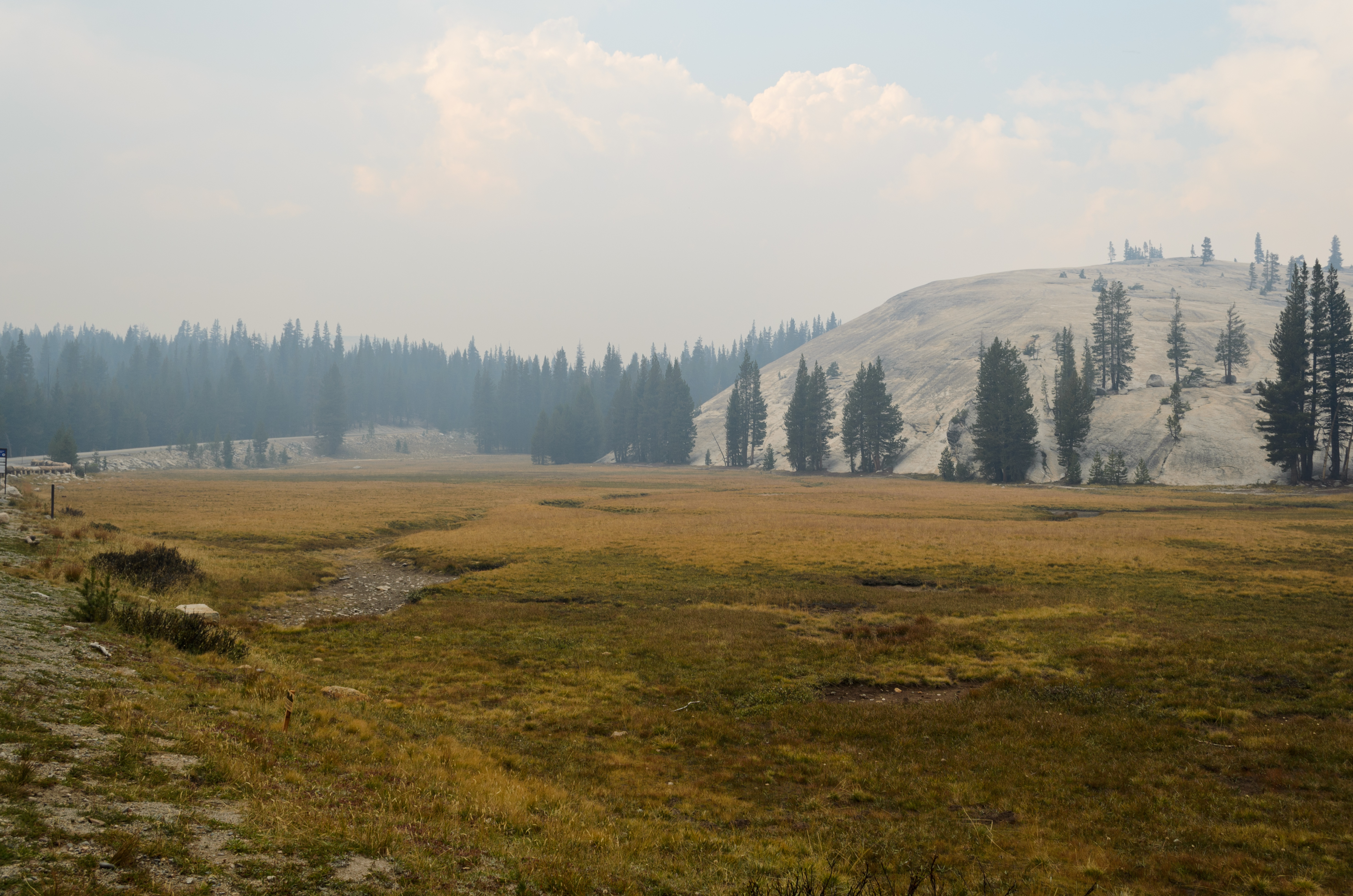
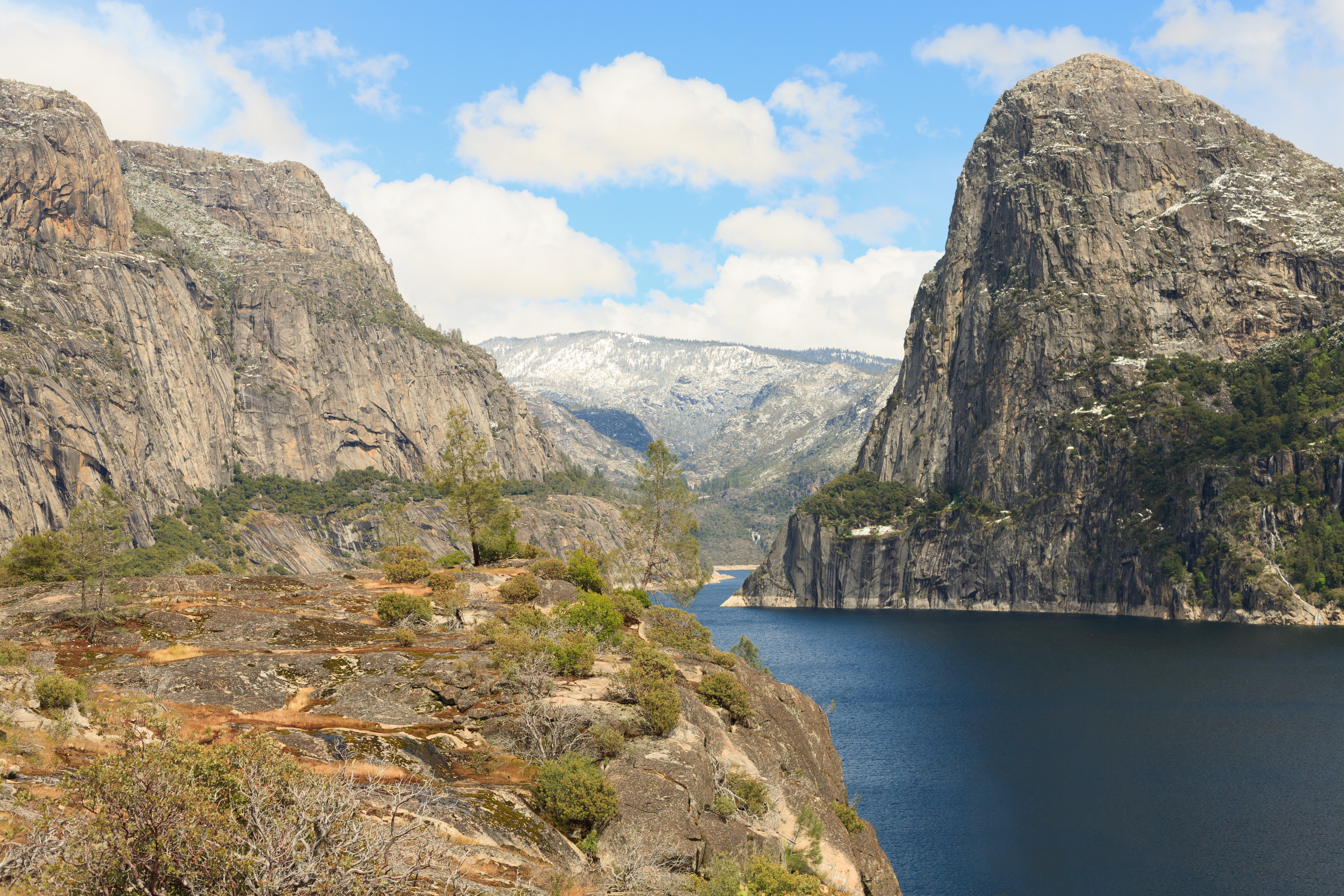
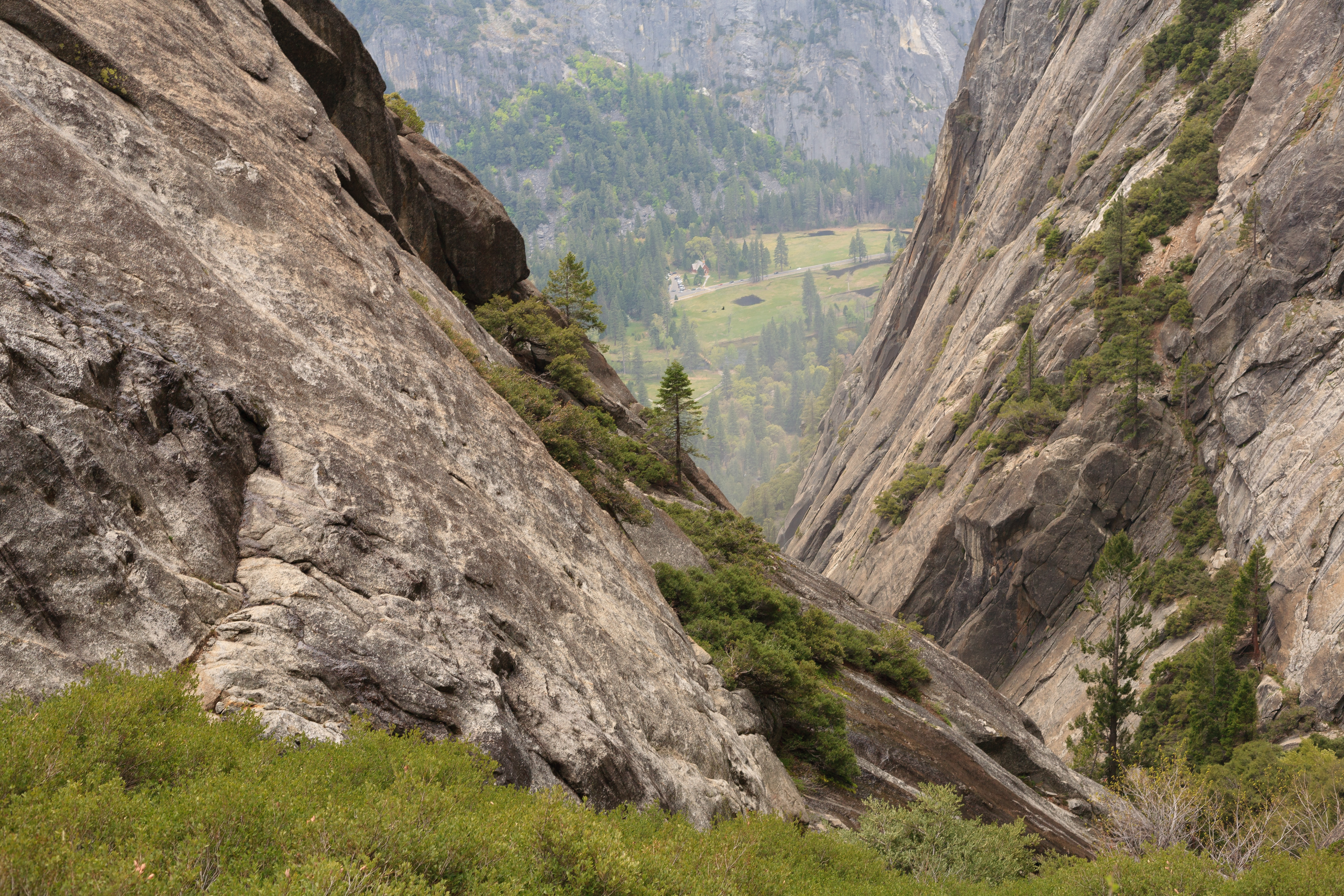